# Tedania ignis
Espèce
Tedania ignis est une espèce d'éponges démosponges de la famille des Tedaniidae.